# HSL 3
HSL 3 of Spoorlijn 3 is de naam voor het HSL-traject vanaf Chênée (bij Luik) richting Duitse grens.

## Traject
De Eurostar volgt van Luik-Guillemins tot Chênée het traject van spoorlijn 37. In het station Chênée wordt met een spanningssluis de omschakeling tussen de 3 kV gelijkspanning en de 25 kV wisselspanning van het HSL-spoor geregeld. Van daar volgt HSL 3 een apart tracé. Dit tracé ligt voor het grootste gedeelte parallel aan de A3/E40-autosnelweg.
Het meest in het oog springende kunstwerk op het gescheiden traject is de tunnel van Soumagne, die in totaal 6.505 meter lang is, en die tot de opening van de Antigoontunnel de langste spoorwegtunnel in België was. In de tunnel is een maximumsnelheid van 200 km/u mogelijk. Verderop is er een groot viaduct bij de verkeerswisselaar van Battice (1226 m).
Bij Walhorn sluit de HSL 3 na een laatste tunnel en een viaduct terug aan op lijn 37 voor de laatste drie kilometers op Belgisch grondgebied. Op die laatste drie kilometer bevindt zich op het grondgebied van de grensgemeente Kelmis ook de vernieuwde Hammerbrug.

## Voltooiing en opening
Op 12 juni 2009 werd als laatste onderdeel van de nieuwe spoorlijn de tunnel van Soumagne in gebruik genomen. Hiermee is het laatste stuk hogesnelheidslijn van het netwerk van PBKA (Parijs-Brussel-Keulen-Amsterdam) afgewerkt. De overige lijnen waren al eerder voltooid en in gebruik genomen. Om technische redenen maakten de eerste maanden alleen de Duitse ICE-treinen tussen Brussel en Keulen gebruik van de nieuwe tunnel, maar de Eurostar-treinen kunnen hier sinds het einde van 2009 ook doorheen rijden. Aan de nieuwe verbinding is acht jaar gewerkt, de kosten bedroegen 830 miljoen euro.

## Onderhoud
Voor het onderhoud van de HSL 3 staat een ploeg in met een onderhoudsbasis te Ans. Deze Franstalige ploeg neemt ook een deel van de HSL 2 vanaf Hélécine tot Ans voor zijn rekening.

## Treindienst
| Serie         | Treinsoort                        | Route | Bijzonderheden                                             |
| ------------- | --------------------------------- | --- | ---------------------------------------------------------- |
| ICE 79        | InterCityExpress (DB Fernverkehr) | Brussel-Zuid – Brussel-Noord – Luik-Guillemins – Aachen Hbf – Köln Hbf – Frankfurt (Main) Flughafen Fernbahnhof – Frankfurt (Main) Hbf      | Rijdt elke twee uur.                                       |
| Eurostar 9400 | Eurostar (Eurostar)               | Paris Nord – Brussel-Zuid – Luik-Guillemins – Aachen Hbf – Köln Hbf – Düsseldorf Hbf – Duisburg Hbf – Essen Hbf – Bochum Hbf – Dortmund Hbf | Vijf treinen per dag. Enkele treinen verder naar Dortmund. |

## Aansluitingen
In de volgende plaatsen is of was er een aansluiting op de volgende spoorlijnen:
Chênée
Spoorlijn 37 tussen Luik-Guillemins en Hergenrath
Y Hammerbrücke
Spoorlijn 37 tussen Luik-Guillemins en Hergenrath

## Kenmerken

### Treinlengte
De toegelaten treinlengte is beperkt door korte neutrale zones in de bovenleiding, waardoor er geen dubbele treinstellen van ICE of Eurostar PBKA (van 400 m) kunnen rijden.
Infrabel past dit tegen eind 2026 aan om dit mogelijk te maken.

### Elektrische tractie
Het traject werd bij aanleg geëlektrificeerd met een wisselspanning van 25.000 volt.

## Galerij

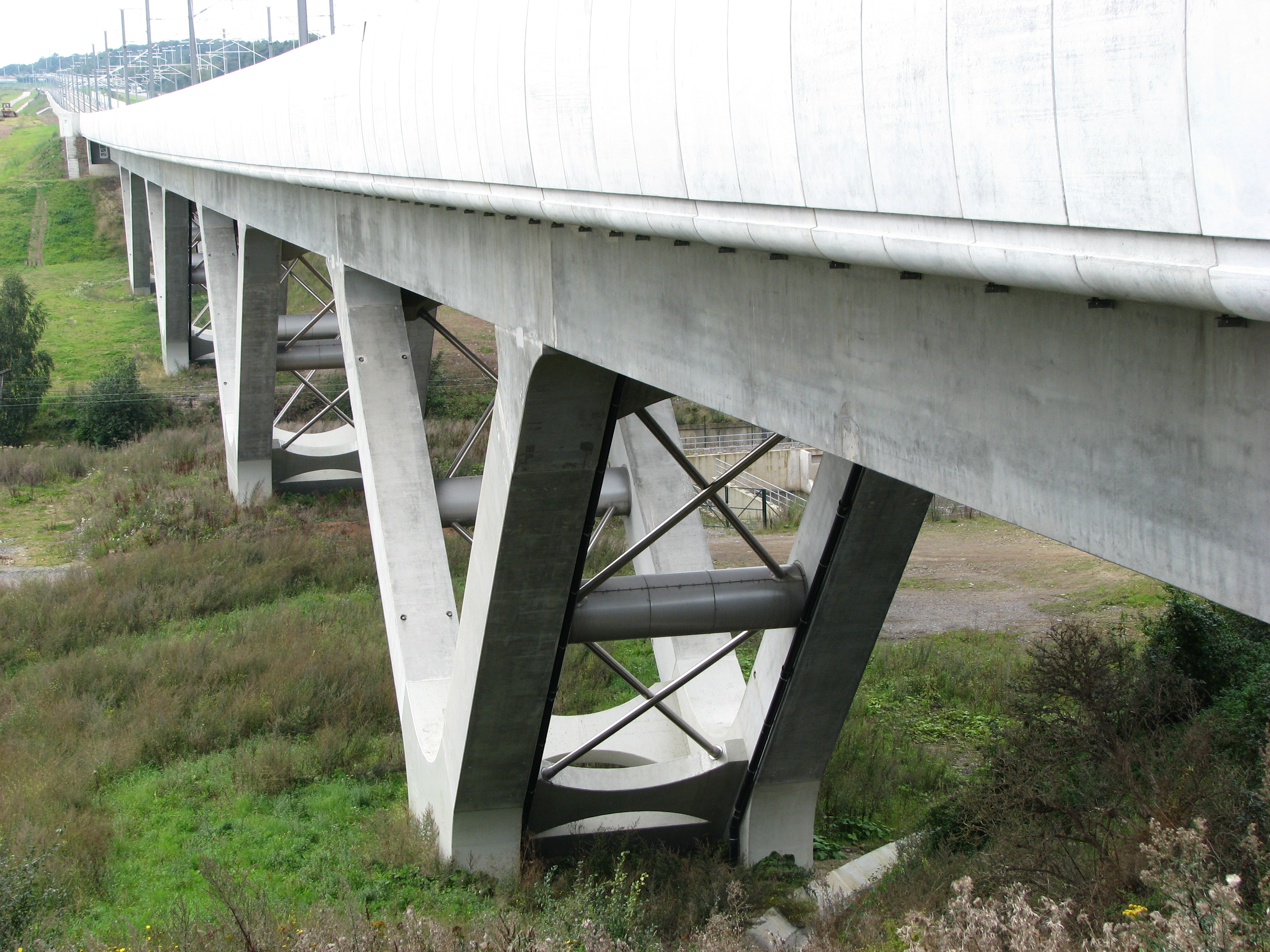
Viaduct van de Ruyffvallei
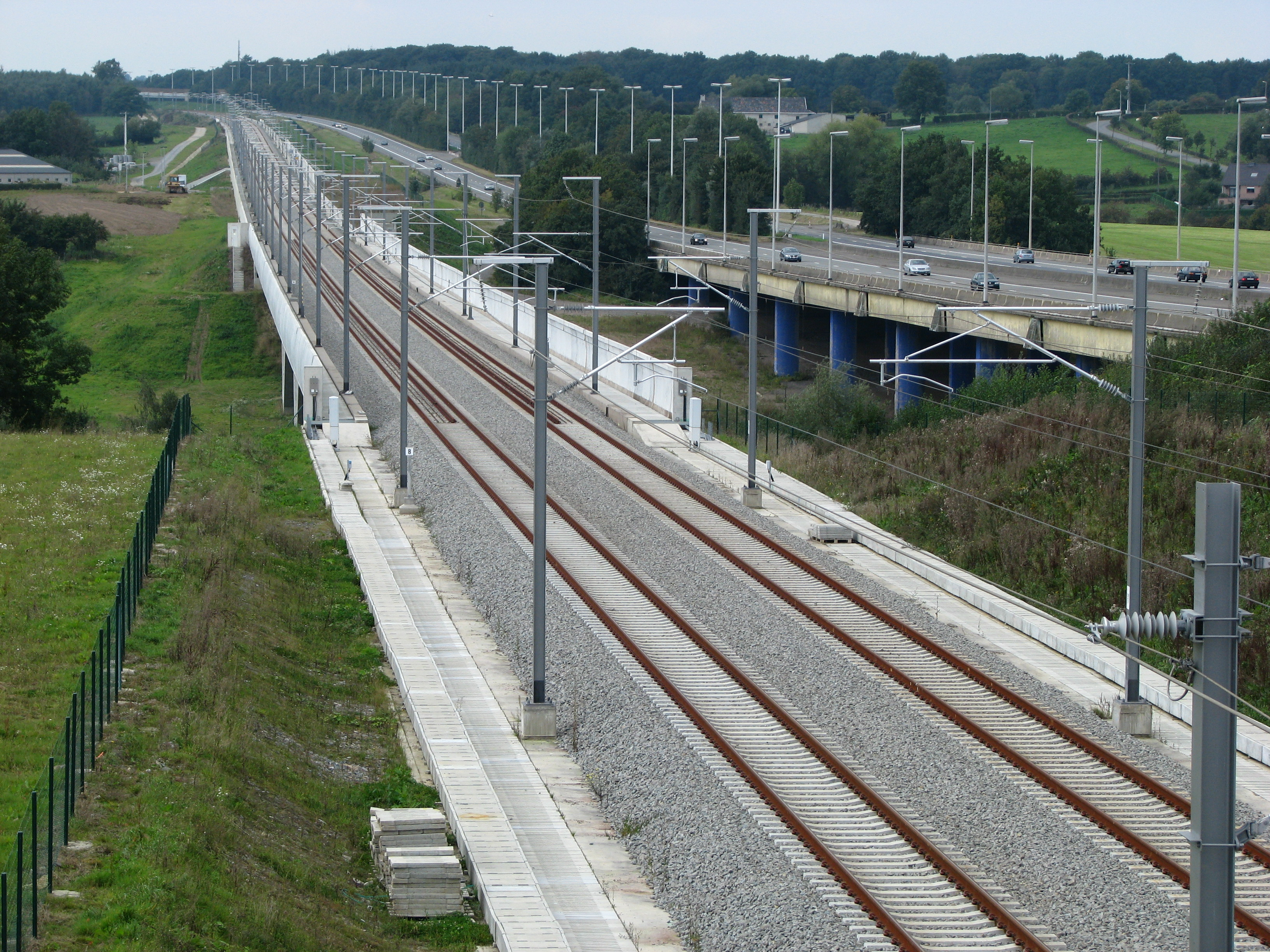
Viaduct van de Ruyffvallei, parallel met A3/E40
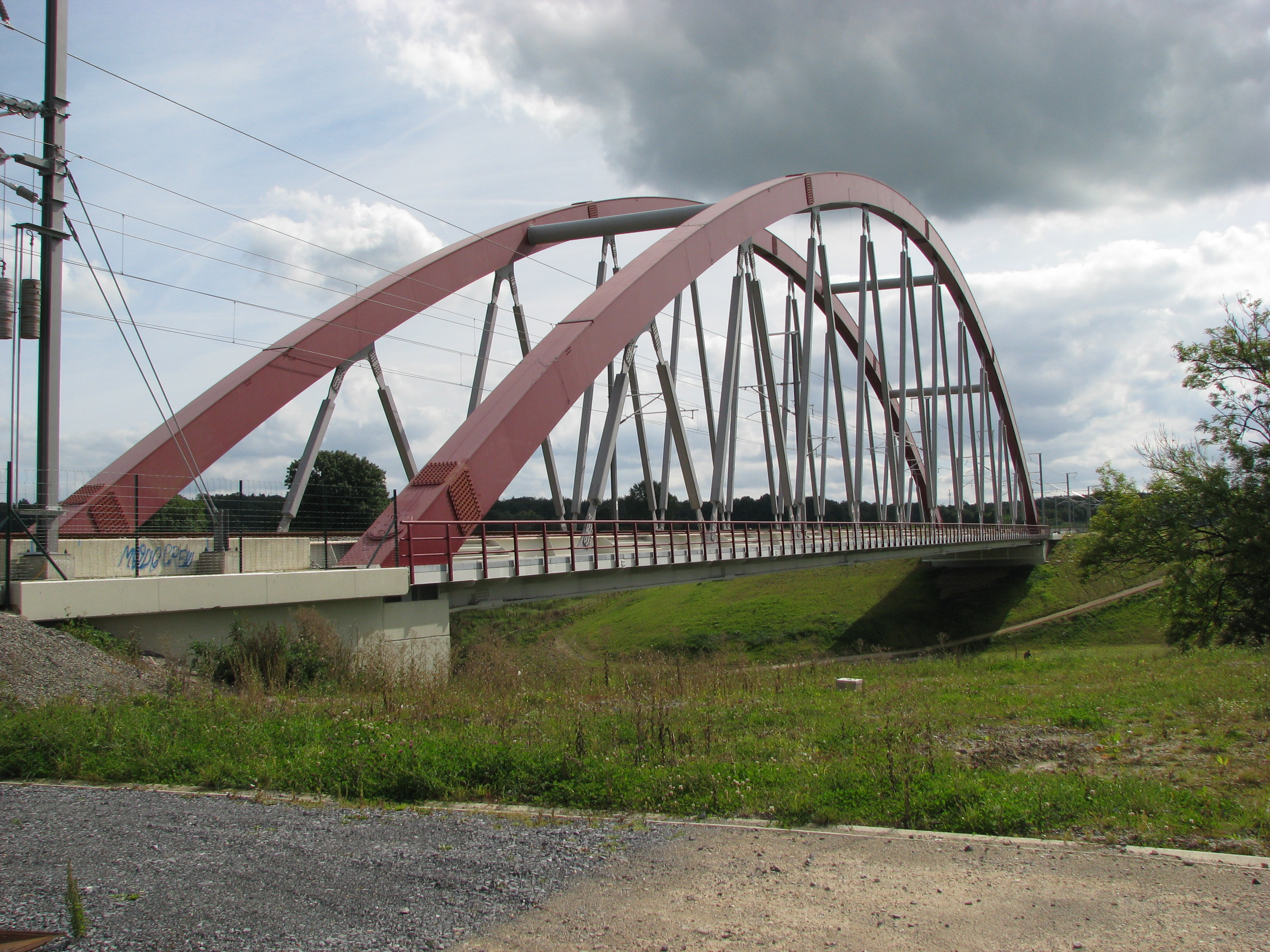
Viaduct van Hauset
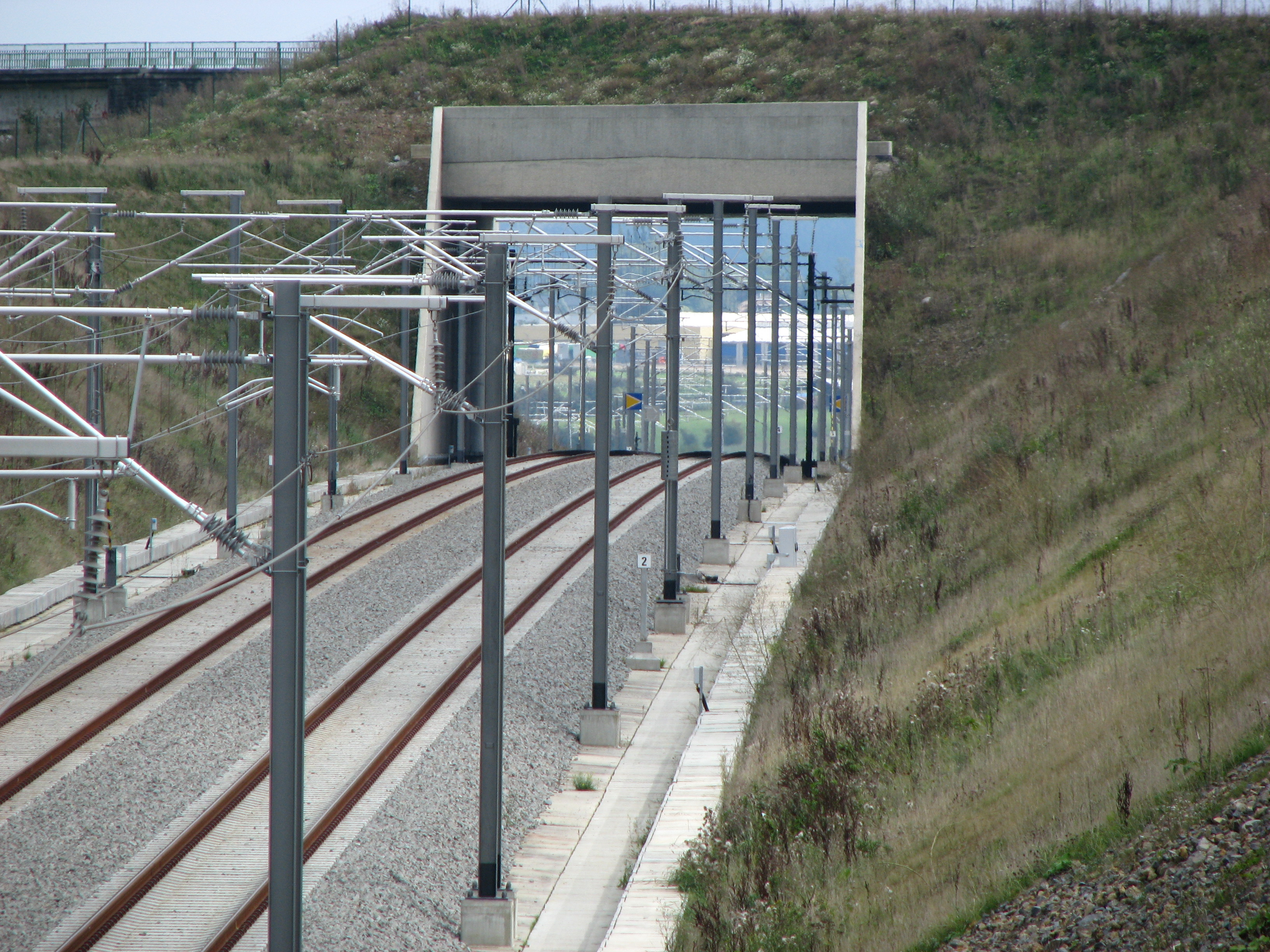
HSL 3 bij Baelen
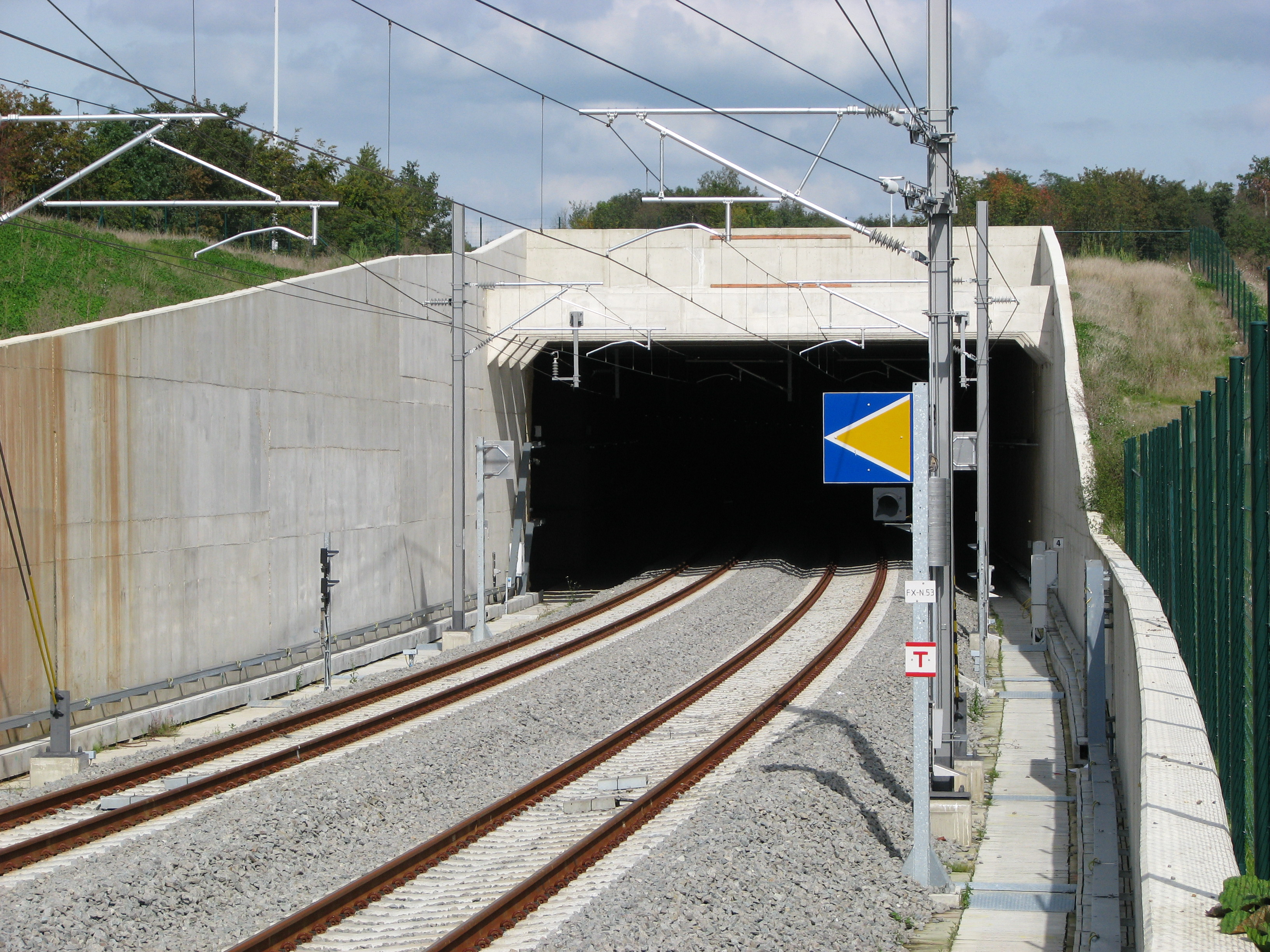
Westelijke ingang tunnel van Walhorn
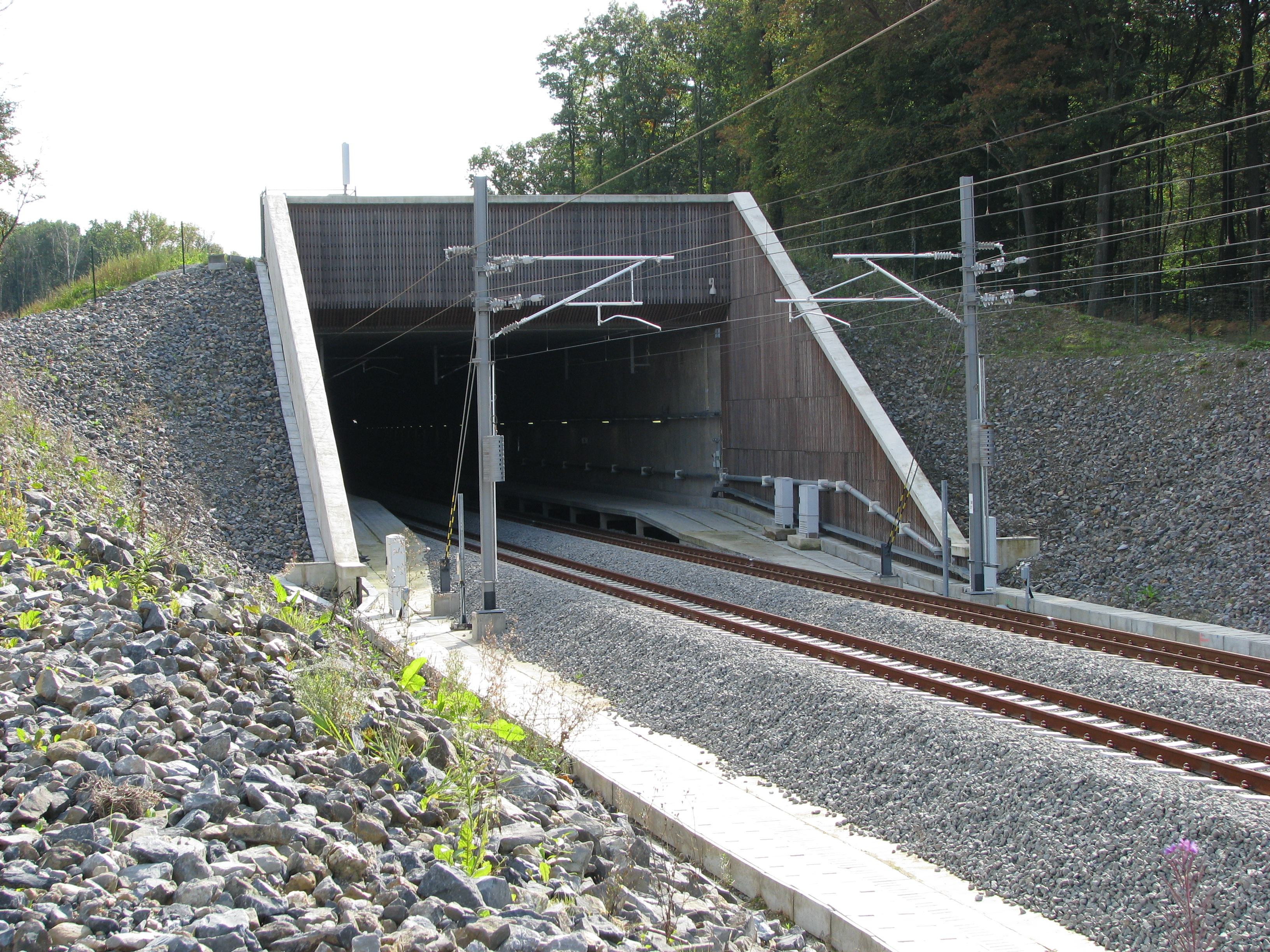
Oostelijke ingang tunnel van Walhorn
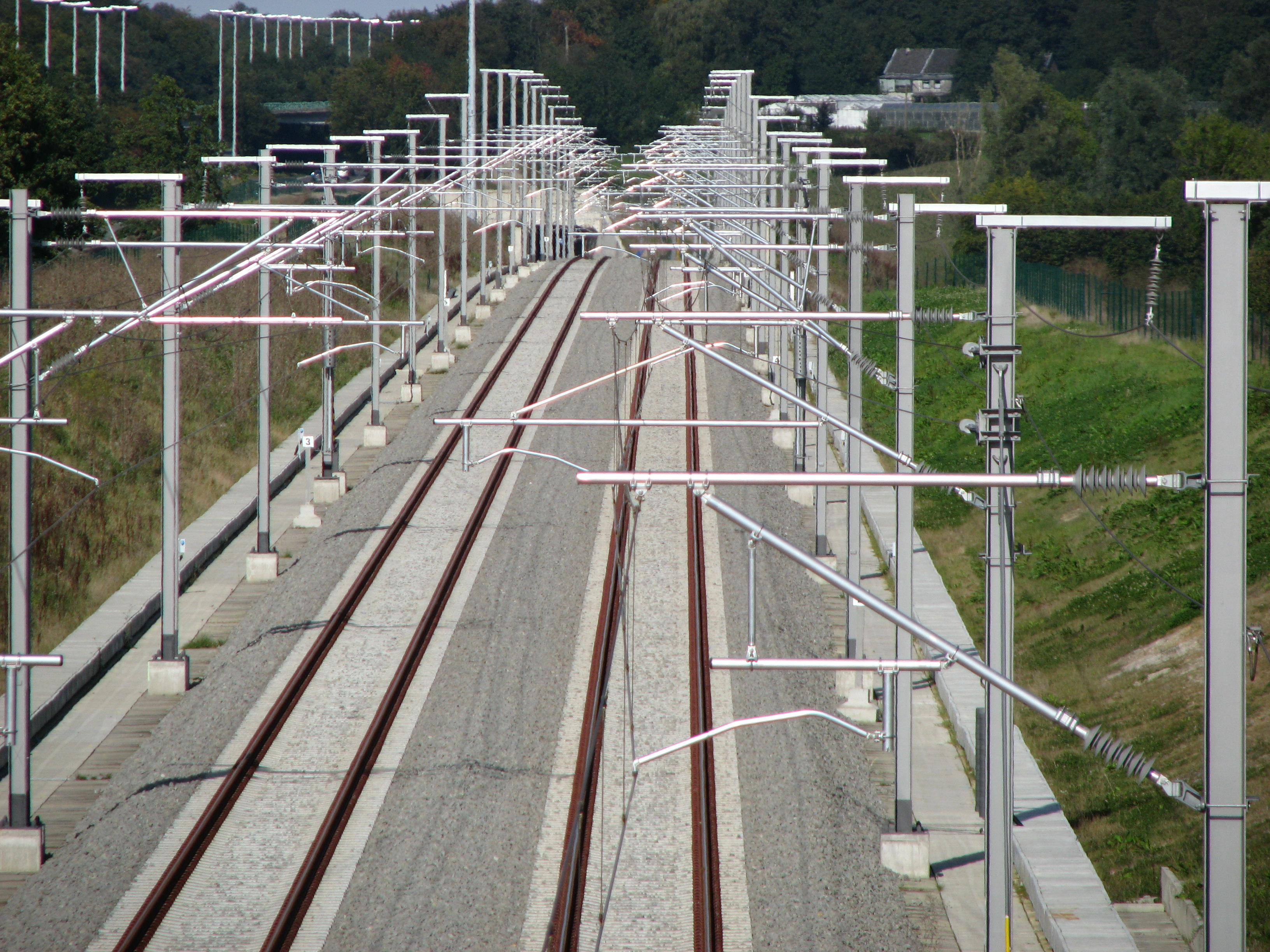
HSL 3 bij Walhorn